# Ian Thomas
Ian Thomas (nascido Ian Thomas Hoelen, 30 de abril de 1997) é um cantor belga.
Ian Thomas começou a fazer sucesso na Bélgica em 2011 ao fazer uma versão em holandês da canção "Baby", de Justin Bieber versão esta que chegou ao 1º lugar das paradas belgas. Atualmente sua carreira é administrada por Debbie Rowe que é ex-esposa e mãe de filhos de Michael Jackson.
No Brasil passou a ser conhecido em 2014, quando fez uma participação no DVD "In The Cities" do cantor sertanejo Cristiano Araújo. Durante sua primeira visita ao Brasil, Ian participou de diversos programas de televisão entre eles The Noite, Legendários e Domingo Espetacular a participação nesses programas ajudou a divulgar o trabalho de Ian Thomas que até então era desconhecido do público brasileiro.Em sua segunda passagem pelo país também em 2014, Ian gravou o videoclipe da música "Run Away" nas cidades do Rio de Janeiro e São Paulo.

## Biografia
Ian Thomas nasceu no dia 30 de abril de 1997 na Bélgica. Desde criança, Ian acompanha sua mãe em turnês por diversas cidades da Europa, como Paris, Londres e Amsterdã. Mas o desejo de ingressar no mundo da música só veio mais tarde. Aos 10 anos de idade, Thomas sonhava em ser jogador de futebol.
Começou sua carreira artística em 2007, ao atuar na série de televisão belga Spoed. Porém sua vida mudou drasticamente quando seu padrasto o gravou cantando a música 'Baby' de Justin Bieber enquanto tomava banho e publicou o vídeo no Youtube como uma brincadeira. Para a grande surpresa de todos, o clipe se tornou um grande sucesso em poucos dias, atraindo a atenção da gravadora Universal Records, com a qual Ian Thomas assinou um contrato como cantor pouco depois.
O adolescente gravou oficialmente uma versão de 'Baby' traduzida para alemão e holandês e a música atingiu o primeiro lugar na lista Belgian Ultratop 10 em 26 de março de 2011. Mais tarde, o cantor passou a gravar músicas autorais e gravou seu primeiro álbum: ”More Than A Game”.
Aos 16 anos, Ian lançou o primeiro single de seu terceiro álbum. A música se chama 'Rain' e rapidamente alcançou o primeiro lugar entre os melhores hit do iTunes. Mais tarde, Ian foi convidado para gravar o sucesso 'Walking On Air', que contou com a participação do ex-NSync Lance Bass e do rapper Snoop Dogg. A canção também chegou ao topo da lista do iTunes e em apenas 24 horas.
Em 2014, Ian foi convidado para gravar a canção 'Sabe me prender' do cantor sertanejo Cristiano Araújo, canção esta que foi gravada no DVD In The Cities em uma arena de Cuiabá, no Mato Grosso.
Ian é o embaixador de uma campanha internacional contra o bullying e compôs a música 'Turn The Tide' para apoiar a causa. A canção foi usada em uma ação para conscientização de jovens contra o suicídio.

## Comparações com Justin Bieber
Ian começou sua carreira musical ao fazer um cover de "Baby" de Justin Bieber. Ian teve a oportunidade de conhecer Justin Bieber durante uma passagem de Justin pela Bélgica em 2011. Desde então Ian é constantemente comparado a Justin Bieber não somente pelo estilo musical como também pela semelhança física, sendo também chamado de o "segundo Justin Bieber”. Em reposta Ian afirmou: 
| “ | Não sou o segundo Justin Bieber sou o primeiro Ian Thomas | ” |

## Produtores de Michael Jackson
A carreira de Ian é empresariada por Debbie Rowe ex-esposa de Michael Jackson e mãe de Paris e Prince Jacskon, filhos de Michael e pelo atual marido de Debbie, o produtor Marc Schaffel que também cuidou das obras da carreira de Michael Jackson.

## Filmografia

### Televisão
| Ano  | Título | Papel             | Notas         |
| ---- | ------ | ----------------- | ------------- |
| 2007 | Spoed  | Tim Van de Vijver | 11° temporada |

## Discografia
| Ano  | Título           |
| ---- | ---------------- |
| 2011 | More Than A Game |
| 2013 | Diversity        |
| 2014 | Gametime         |

## Singles
| Título               | Ano  | Álbum            | Parceria                                     |
| -------------------- | ---- | ---------------- | -------------------------------------------- |
| "Baby"               | 2011 | More Than a Game |                                              |
| "Autograph"          | 2011 | More Than a Game |                                              |
| "Kiss Kiss"          | 2011 | More Than a Game |                                              |
| "You Got Me Down"    | 2011 | More Than a Game |                                              |
| "Haters"             | 2012 |                  | Chloé en Melodi                              |
| "You Are the One"    | 2012 | Diversity        | Mello                                        |
| "Dans De Wereld Rond | 2012 |                  | Nicole e Hugo                                |
| "Life Is Good"       | 2012 | Diversity        |                                              |
| "Turn The Tide"      | 2012 | Diversity        |                                              |
| "Lalaland"           | 2013 | Diversity        |                                              |
| "Dancefloor In Five" | 2013 | Diversity        |                                              |
| "Rain"               | 2013 | Gametime         |                                              |
| "Walking on air"     | 2014 |                  | Snoop Dogg, Bella Blue, Lance Bass e Anise K |
| "Another Round"      | 2014 | Gametime         |                                              |
| "Fall in Love"       | 2014 |                  | Dennis                                       |
| "Money"              | 2014 | Gametime         | Qwes Kross                                   |
| "Slow Down"          | 2014 | Gametime         |                                              |
| "The Way It Feels"   | 2014 | Gametime         | Bella Blue                                   |
| "Love X4"            | 2014 |                  |                                              |
| "Love X4"            | 2014 | Gametime         | Tiny G                                       |
| "Sabe me prender"    | 2014 |                  | Cristiano Araújo                             |
| "Run Away"           | 2014 | Gametime         | Nyanda                                       |
| "Cheers"             | 2015 | Gametime         | Tyga                                         |